# Lista odcinków serialu animowanego Dom dla Zmyślonych Przyjaciół pani Foster
Poniżej przedstawiona jest lista odcinków amerykańskiego serialu animowanego Dom dla Zmyślonych Przyjaciół pani Foster, stworzonego przez Craiga McCrackena i emitowanego w latach 2004–2009. Akcja serialu dzieje się w świecie alternatywnym, w którym dzieci mogą stwarzać zmyślonych przyjaciół – wytwory ich wyobraźni. Tytułowy dom opieki jest przeznaczony dla zmyślonych przyjaciół, którzy zostali porzuceni przez swoich stwórców. Wyemitowanych zostało 79 odcinków w 6 seriach.

## Odcinki

### Sezon pierwszy
| Nr seryjny | Nr w sezonie | Tytuł polski                      | Tytuł angielski            | Reżyser         | Scenarzysta                  | Oryginalna data premiery | Uwagi                           |
| ---------- | ------------ | --------------------------------- | -------------------------- | --------------- | ---------------------------- | ------------------------ | ------------------------------- |
| 1–3        | 1–3          | Nowy dom Bloo                     | House of Bloo’s            | Craig McCracken | Craig McCracken              | 13 sierpnia 2004         | Trzyodcinkowy film telewizyjny. |
| 4          | 4            | Wojna o fotel                     | Store Wars                 | Craig McCracken | Lauren Faust                 | 20 sierpnia 2004         |                                 |
| 5          | 5            | Bazgroły na wolności              | The Trouble with Scribbles | Craig McCracken | Craig Lewis                  | 27 sierpnia 2004         |                                 |
| 6          | 6            | Wpadka                            | Busted                     | Craig McCracken | Amy Keating Rogers           | 3 września 2004          |                                 |
| 7          | 7            | Podano do stołu                   | Dinner is Swerved          | Craig McCracken | Amy Keating Rogers           | 10 września 2004         |                                 |
| 8          | 8            | Sławny na cały świat              | World Wide Wabbit          | Craig McCracken | Lauren Faust                 | 17 września 2004         |                                 |
| 9          | 9            | Bajdzo straszna historia          | Berry Scary                | Craig McCracken | Craig Lewis, Meghan McCarthy | 24 września 2004         |                                 |
| 10         | 10           | Rudy przyjaciel / Telefon do domu | Seeing Red / Phone Home    | Craig McCracken | Chuck Klein / Chris Savino   | 1 października 2004      | Podwójny odcinek.               |
| 11         | 11           | Kto tu wpuścił psy?               | Who Let the Dogs In?       | Craig McCracken | Lauren Faust                 | 8 października 2004      |                                 |
| 12         | 12           | Czas adoptokalipsy                | Adoptocalypse Now          | Craig McCracken | Lauren Faust                 | 15 października 2004     |                                 |
| 13         | 13           | Bloooo                            | Bloooo                     | Craig McCracken | Craig Lewis                  | 22 października 2004     |                                 |

### Sezon drugi
| Nr seryjny | Nr w sezonie | Tytuł polski                                       | Tytuł angielski                                                | Reżyser         | Scenarzysta                | Oryginalna data premiery | Uwagi             |
| ---------- | ------------ | -------------------------------------------------- | -------------------------------------------------------------- | --------------- | -------------------------- | ------------------------ | ----------------- |
| 14         | 1            | Żadnych szalonych prywatek                         | Partying Is Such Sweet Soiree                                  | Craig McCracken | Craig Lewis                | 21 stycznia 2005         |                   |
| 15         | 2            | Mistrz kręgielni                                   | The Big Lablooski                                              | Craig McCracken | Amy Keating Rogers         | 28 stycznia 2005         |                   |
| 16         | 3            | Pomocna dłoń Chudego / Wszyscy wiedzą, że to Bendy | Where There’s a Wilt There’s a Way / Everyone Knows It’s Bendy | Craig McCracken | Craig Lewis / Lauren Faust | 4 lutego 2005            | Podwójny odcinek. |
| 17         | 4            | Nic nie widzę / Wielka jagódka                     | Sight for Sore Eyes / Bloo’s Brothers                          | Craig McCracken | Lauren Faust / Adam Pava   | 4 marca 2005             | Podwójny odcinek. |
| 18         | 5            | Słodki interes                                     | Cookie Dough                                                   | Craig McCracken | Adam Pava                  | 11 marca 2005            |                   |
| 19         | 6            | Moja droga Franko                                  | Frankie My Dear                                                | Craig McCracken | Lauren Faust               | 18 marca 2005            |                   |
| 20         | 7            | Tatuś Maks                                         | Mac Daddy                                                      | Craig McCracken | Lauren Faust               | 6 maja 2005              |                   |
| 21         | 8            | Teraz moja kolej                                   | Squeakerboxxx                                                  | Craig McCracken | Craig Lewis                | 13 maja 2005             |                   |
| 22         | 9            | Kto mieczem wojuje                                 | Beat With A Schtick                                            | Craig McCracken | Craig Lewis                | 20 maja 2005             |                   |
| 23         | 10           | Słodki zapach sukcesu                              | The Sweet Stench Of Success                                    | Craig McCracken | Adam Pava                  | 27 maja 2005             |                   |
| 24         | 11           | Papa Kujonku!                                      | Bye Bye Nerdy                                                  | Craig McCracken | Timothy McKeon             | 1 lipca 2005             |                   |
| 25         | 12           | Dziennikarz Bloo                                   | Bloo Done It                                                   | Craig McCracken | Craig Lewis, Adam Pava     | 8 lipca 2005             |                   |
| 26         | 13           | Moja tak zwana żona                                | My So Called Wife                                              | Craig McCracken | Adam Pava                  | 15 lipca 2005            |                   |

### Sezon trzeci
| Nr seryjny | Nr w sezonie | Tytuł polski                                                     | Tytuł angielski                           | Reżyser         | Scenarzysta                   | Oryginalna data premiery | Uwagi                                                     |
| ---------- | ------------ | ---------------------------------------------------------------- | ----------------------------------------- | --------------- | ----------------------------- | ------------------------ | --------------------------------------------------------- |
| 27         | 1            | Eddie Potwór                                                     | Eddie Monster                             | Craig McCracken | Craig Lewis                   | 22 lipca 2005            |                                                           |
| 28         | 2            | Czkawka odbijawka                                                | Hiccy Burp                                | Craig McCracken | Craig Lewis                   | 5 września 2005          |                                                           |
| 29         | 3            | Szkoła przetrwania                                               | Camp Keep A Good Mac Down                 | Craig McCracken | Timothy McKeon                | 9 września 2005          |                                                           |
| 30         | 4            | Dom dla podszywających się pod zmyślonych przyjaciół pani Foster | Imposter’s Home For, Um… Make ’Em Up Pals | Craig McCracken | Craig Lewis                   | 16 września 2005         |                                                           |
| 31         | 5            | Księżna lamentów                                                 | Duchess of Wails                          | Craig McCracken | Adam Pava, Amy Keating Rogers | 23 września 2005         |                                                           |
| 32         | 6            | Wyprawa do Europy                                                | Foster’s Goes To Europe                   | Craig McCracken | Timothy McKeon                | 4 listopada 2005         |                                                           |
| 33         | 7            | Idź Goo, idź                                                     | Go Goo Go                                 | Craig McCracken | Lauren Faust                  | 11 listopada 2005        |                                                           |
| 34         | 8            | Od zbrodni do zbrodni                                            | Crime After Crime                         | Craig McCracken | Lauren Faust                  | 18 listopada 2005        |                                                           |
| 35         | 9            | Kraina pcheł                                                     | Land of the Flea                          | Craig McCracken | Lauren Faust, Adam Pava       | 25 listopada 2005        |                                                           |
| 36         | 10           | Zagubiony Mikołaj                                                | A Lost Claus                              | Craig McCracken | Lauren Faust                  | 1 grudnia 2005           | Specjalny odcinek serialu, publikowany w Boże Narodzenie. |
| 37         | 11           | Fałszywy film                                                    | One False Movie                           | Craig McCracken | Adam Pava                     | 10 lutego 2006           |                                                           |
| 38         | 12           | Wielkie wybory                                                   | Setting a President                       | Craig McCracken | Adam Pava                     | 17 lutego 2006           |                                                           |
| 39         | 13           | Spór o pokój                                                     | Room With A Feud                          | Craig McCracken | Timothy McKeon                | 16 marca 2006            |                                                           |
| 40         | 14           | Szaleję za kartami Koko                                          | Cuckoo for Coco Cards                     | Craig McCracken | Cindy Morrow, Lauren Faust    | 24 marca 2006            |                                                           |

### Sezon czwarty
| Nr seryjny | Nr w sezonie | Tytuł polski                 | Tytuł angielski               | Reżyser         | Scenarzysta                   | Oryginalna data premiery | Uwagi                          |
| ---------- | ------------ | ---------------------------- | ----------------------------- | --------------- | ----------------------------- | ------------------------ | ------------------------------ |
| 41         | 1            | Wyzwanie dla superprzyjaciół | Challenge of the Superfriends | Craig McCracken | Lauren Faust                  | 28 kwietnia 2006         |                                |
| 42         | 2            | Wspólne zdjęcie              | The Big Picture               | Craig McCracken | Timothy McKeon                | 5 maja 2006              |                                |
| 43         | 3            | Wykorzystaj dzień            | Squeeze the Day               | Craig McCracken | Timothy McKeon                | 12 maja 2006             |                                |
| 44         | 4            | Sąsiedzkie spory             | Neighbor Pains                | Craig McCracken | Timothy McKeon                | 19 maja 2006             |                                |
| 45         | 5            | Piekielny sen                | Infernal Slumber              | Craig McCracken | Timothy McKeon                | 17 lipca 2006            |                                |
| 46         | 6            | Mam dla Ciebie niespodziankę | I Only Have Surprise for You  | Craig McCracken | Timothy McKeon                | 27 lipca 2006            |                                |
| 47         | 7            | Autobus dla nas dwóch        | Bus the Two of Us             | Craig McCracken | Meghan McCarthy, Lauren Faust | 1 sierpnia 2006          |                                |
| 48         | 8            | Ser – wielka szycha          | The Big Cheese                | Craig McCracken | Lauren Faust                  | 7 sierpnia 2006          |                                |
| 49         | 9            | Bloo rządzi                  | Bloo’s the Boss               | Craig McCracken | Darrick Bachman               | 3 listopada 2006         |                                |
| 50         | 10           | Komplikacje z wyzwoleniem    | Emancipation Complication     | Craig McCracken | Darrick Bachman               | 10 listopada 2006        |                                |
| 51         | 11           | Udawaj albo nie              | Make Believe It or Not!       | Craig McCracken | Kirk Thatcher                 | 17 listopada 2006        |                                |
| 52–53      | 12–13        | Poszukiwany Chudy            | Good Wilt Hunting             | Craig McCracken | Lauren Faust                  | 23 listopada 2006        | Dwuczęściowy film telewizyjny. |

### Sezon piąty
| Nr seryjny | Nr w sezonie | Tytuł polski                            | Tytuł angielski                                   | Reżyser         | Scenarzysta                   | Oryginalna data premiery | Uwagi |
| ---------- | ------------ | --------------------------------------- | ------------------------------------------------- | --------------- | ----------------------------- | ------------------------ | --- |
| 54         | 1            | Idź Ser, idź                            | Cheese A Go-Go                                    | Craig McCracken | Darrick Bachman, Lauren Faust | 4 maja 2007              | |
| 55         | 2            | Dolary za towary                        | The Buck Swaps Here                               | Craig McCracken | Charlie Bean, Craig McCracken | 18 maja 2007             | |
| 56         | 3            | Dosyć tego szycia                       | Say It Isn’t Sew                                  | Craig McCracken | Darrick Bachman               | 8 czerwca 2007           | |
| 57         | 4            | Coś starego, coś dla Bloo               | Something Old, Something Bloo                     | Craig McCracken | Kirk Thatcher, Lauren Faust   | 15 czerwca 2007          | |
| 58         | 5            | Bloo Superkolo i magiczny ziemniak mocy | The Bloo Superdude and the Magic Potato of Power! | Craig McCracken | Craig McCracken               | 10 września 2007         | |
| 59         | 6            | Gwiazda tandety                         | Schlock Star                                      | Craig McCracken | Darrick Bachman               | 11 września 2007         | |
| 60         | 7            | Ubiec pannę młodą                       | The Bride to Beat                                 | Craig McCracken | Chris Savino, Lauren Faust    | 12 września 2007         | |
| 61         | 8            | Przyjaźń zmienną jest                   | Affair Weather Friends                            | Craig McCracken | Cindy Morrow, Lauren Faust    | 13 września 2007         | |
| 62         | 9            | Bilet na Roda                           | Ticket to Rod                                     | Craig McCracken | Darrick Bachman               | 5 października 2007      | |
| 63         | 10           | Koszmar na Wilson Way                   | Nightmare on Wilson Way                           | Craig McCracken | Darrick Bachman               | 12 października 2007     | Pierwszy odcinek emitowany w wersji trójwymiarowej. Specjalny odcinek programu przeznaczony do emisji w Halloween. |
| 64         | 11           | Bajeczki Eda                            | Better Off Ed                                     | Craig McCracken | Darrick Bachman               | 19 października 2007     | |
| 65         | 12           | Mały Groszek                            | The Little Peas                                   | Craig McCracken | Darrick Bachman, Lauren Faust | 22 listopada 2007        | |
| 66         | 13           | Zając rusza w tango                     | Let Your Hare Down                                | Craig McCracken | Rob Renzetti                  | 6 marca 2008             | |

### Sezon szósty
| Nr seryjny | Nr w sezonie | Tytuł polski                                                                                          | Tytuł angielski                                                                                           | Reżyser                       | Scenarzysta                      | Oryginalna data premiery | Uwagi                           |
| ---------- | ------------ | --- | --- | ----------------------------- | -------------------------------- | ------------------------ | ------------------------------- |
| 67         | 1            | Jackie Kaktus i sprawa przetrzymanej książki                                                          | Jackie Khones and The Case of The Overdue Library Crook                                                   | Craig McCracken               | Darrick Bachman                  | 13 marca 2008            |                                 |
| 68         | 2            | Koko na gigancie                                                                                      | Mondo Coco                                                                                                | Craig McCracken               | Rob Renzetti                     | 10 kwietnia 2008         |                                 |
| 69         | 3            | Psikusowa wojna                                                                                       | Pranks for Nothing                                                                                        | Craig McCracken               | Darrick Bachman, Lauren Faust    | 24 kwietnia 2008         |                                 |
| 70         | 4            | Bloo Tube                                                                                             | Bloo Tube                                                                                                 | Craig McCracken               | Rob Renzetti                     | 8 maja 2008              |                                 |
| 71         | 5            | Maksa i Bloo wyścig o życie                                                                           | Race for Your Life, Mac & Bloo                                                                            | Craig McCracken               | Mitch Larson, Craig McCracken    | 29 maja 2008             |                                 |
| 72–74      | 6–8          | Więźniowie wyobraźni                                                                                  | Destination Imagination                                                                                   | Craig McCracken, Rob Renzetti | Lauren Faust, Timothy McKeon     | 27 listopada 2008        | Trzyczęściowy film telewizyjny. |
| 75         | 9            | Bloo Superkolo i Wielki Twórca Wszystkich Rzeczy, czadowa uroczystość, na którą nie został zaproszony | The Bloo Superdude and the Great Creator of Everything’s Awesome Ceremony of Fun That He’s Not Invited To | Craig McCracken               | Darrick Bachman, Craig McCracken | 3 maja 2009              |                                 |
| 76         | 10           | Straszny dzień wyzwań                                                                                 | Bad Dare Day                                                                                              | Craig McCracken               | Darrick Bachman                  | 3 maja 2009              |                                 |
| 77         | 11           | Czytaj i płacz                                                                                        | Read ’Em and Weep                                                                                         | Craig McCracken               | Rob Renzetti                     | 3 maja 2009              |                                 |
| 78         | 12           | Frajerzy i zasady                                                                                     | Fools and Regulations                                                                                     | Craig McCracken               | Craig McCracken                  | 3 maja 2009              |                                 |
| 79         | 13           | Bloo żegna się z Maksem                                                                               | Goodbye to Bloo                                                                                           | Craig McCracken               | Darrick Bachman, Timothy McKeon  | 3 maja 2009              |                                 |